# Liebling
Liebling (románul Liebling, németül Liebling) falu Romániában Temes megyében.

## Fekvése
Temesvártól 30 km-re délkeletre fekszik.

## Története
A falu 1786-ban keletkezett, amikor protestánsokkal telepítették be és először gr. Vécsey Miklós kamarai kormányzóról akarták elnevezni, de ő ezt elhárította azzal, hogy a neve Liebling legyen, kifejezve a protestánsok iránti rokonszenvét. 1899-ben nevét Kedvencre magyarosították, de ez nem maradt fenn.
1910-ben 4349 lakosából 4155 német volt. A trianoni békeszerződésig Temes vármegye Csáki járásához tartozott.
A második világháborút követően német lakossága kitelepült.
1992-ben társközségével együtt 3606 lakosából 3233 román, 196 magyar, 100 cigány és csak 57 német volt.